# Deserto de Registan
O Deserto de Registan é uma região de planalto extremamente árida localizada entre as províncias Helmand e Candaar no sudoeste do Afeganistão. É um deserto arenoso consistindo de pequenas dunas vermelhas de cerca de 50 a 100 pés (30 m) de altura, de planos cobertos de areia e de áreas argilosas e rochosas abertas. Está povoado esparsamente pelos nômades Balúchis e Pachtuns. O deserto está gradualmente invadindo os arredores das áreas agrícolas.
Uma seca severa em 1998 causou o deslocamento de aproximadamente 100.000 nômades da região do deserto de Registan. A maioria deles está agora vivendo em assentamentos temporários entre o Arghandab e os Rios Helmand e o de Registan. Um grande número também está sendo auxiliado pelas Nações Unidas nos acampamentos para deslocados internos (IDPs) na província de Candaar. As Nações Unidas estão atualmente procurando estratégias para devolver aos nômades seu sustento tradicional de promover a pecuária no de Registan.
O Deserto de Registan está migrando na direção oeste, invadindo áreas anteriormente agrícolas. A equipe do Programa das Nações Unidas para o Meio Ambiente (PNUMA) relata que “até 100 aldeias tinham sido submersas pelo pó e areia levados pelo vento”. No nordeste do país, dunas de areia estão se movendo em direção a terras agrícolas, seu caminho é transposto pela perda da vegetação de estabilização através da coleta de lenha e sobrepastoreio. A equipe do PNUMA observou dunas de areia a aproximadamente 50 pés (15 metros) de altura, bloqueando estradas e forçando os residentes a estabelecer novos percursos.